# Col de Balme
Der Col de Balme ist ein 2203 m ü. M. hoher Saumpass über die Alpen. Auf der Passhöhe verläuft die Grenze zwischen Frankreich und der Schweiz. Der Saumpass verbindet die Gemeinde Trient (1300 m ü. M.) im Kanton Wallis mit Le Tour (1453 m) in der Gemeinde Chamonix-Mont-Blanc in Frankreich.
Unmittelbar beim Pass befindet sich das Refuge Col de Balme. Der Col de Balme gewährt freie Sicht ins Tal von Chamonix mit dem Mont Blanc. Er ist auch Etappenort bei einer Variante der Tour du Mont-Blanc sowie der Haute Route. Von hier aus erfolgt der Zustieg zum Refuge Albert 1er. Der Pass liegt an der Via Alpina (R113).
Der Pass kann mit der Gondelbahn und einem Sessellift der Compagnie du Mont-Blanc ab dem Dorf Le Tour erreicht werden.

## Einzelnachweise

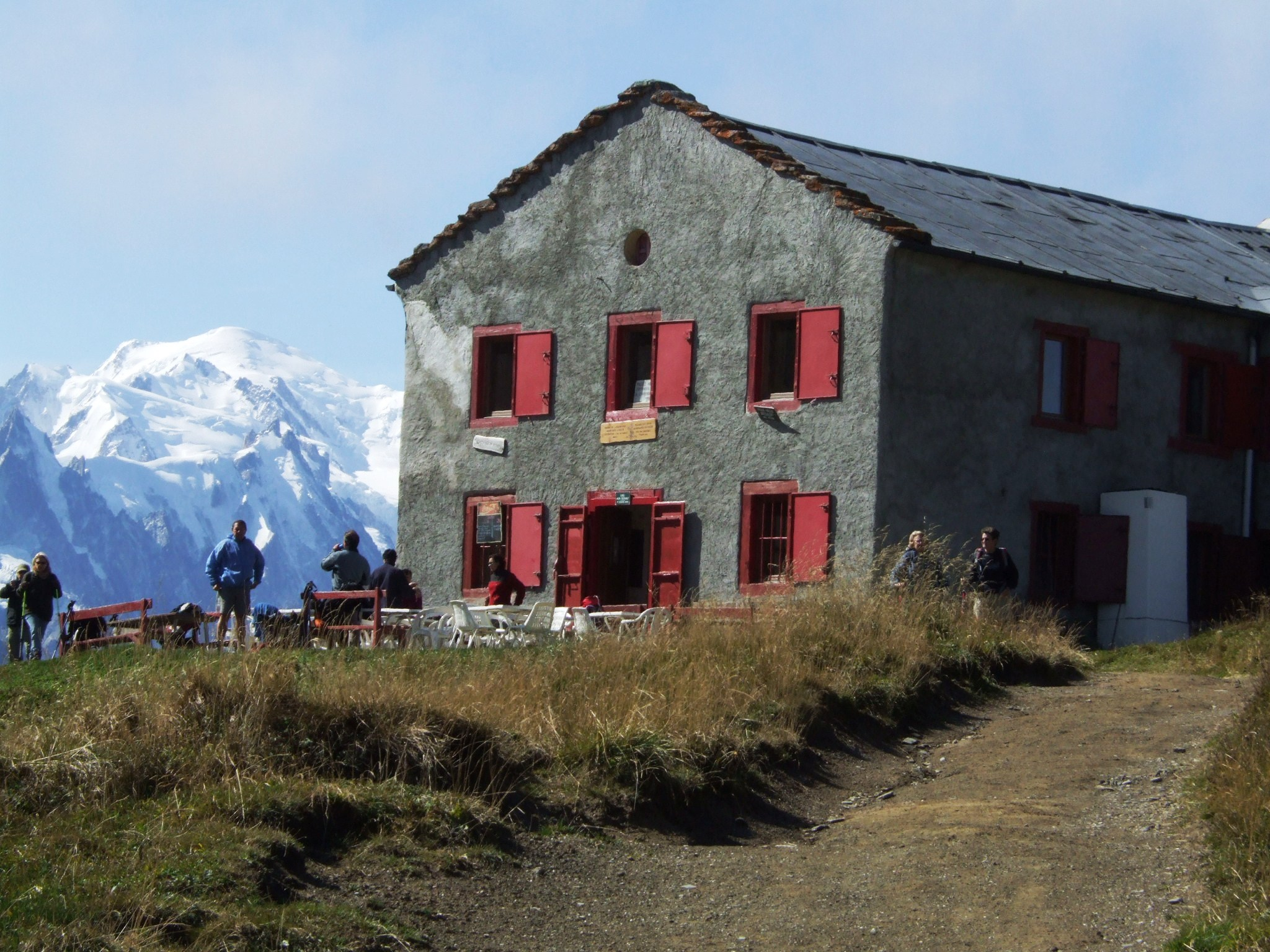
Refuge du col de balme